# 索科洛夫卡农村居民点 (布良斯克州)
索科洛夫卡农村居民点（俄语：Соколовское сельское поселение）是俄罗斯联邦布良斯克州姆格林区所属的一个农村居民点。其下辖有12个居民点，行政中心为索科洛夫卡。据2015年统计，该农村居民点的人口为642人。